# Reggie de Jong

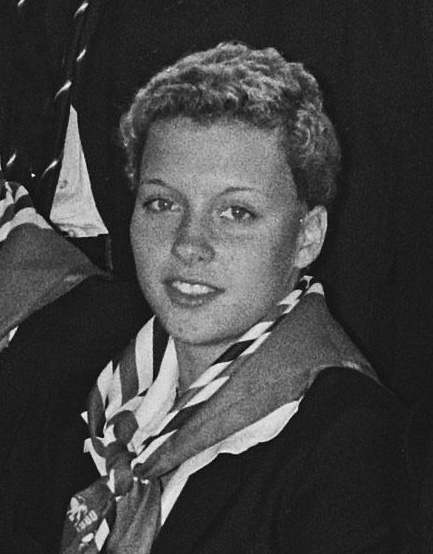
Reggie de Jong (1980)

Regina „Reggie“ Constance de Jong (* 7. Januar 1964 in Hilversum) ist eine ehemalige niederländische Schwimmerin. Sie gewann 1980 eine olympische Bronzemedaille sowie bei den Europameisterschaften 1983 eine Bronzemedaille.

## Karriere
Reggie de Jong schwamm für den Verein De Robben in Hilversum.
1980 bei den Olympischen Spielen in Moskau erreichte Reggie de Jong das Finale über 400 Meter Freistil mit der siebtschnellsten Vorlaufzeit. Im Finale schlugen drei Schwimmerinnen aus der DDR als erste an. Mit über fünf Sekunden Rückstand auf die Drittplatzierte belegte Reggie de Jong den siebten Platz. Über 200 Meter Freistil schwamm sie als einzige Niederländerin ins Finale. Mit der fünftschnellsten Zeit hatte sie im Ziel 1,32 Sekunden Rückstand auf die Drittplatzierte. Über 800 Meter Freistil fehlten ihr als Elfter der Vorläufe sieben Sekunden zum Finaleinzug. Einen Tag später hatte die 4-mal-100-Meter-Freistilstaffel der DDR mit den drei Medaillengewinnerinnen aus dem Einzelwettbewerb im Ziel über sechs Sekunden Vorsprung auf die zweitplatzierten Schwedinnen. Mit einer halben Sekunde Rückstand auf die Schwedinnen erreichte die niederländische Staffel mit Conny van Bentum, Wilma van Velsen, Reggie de Jong und Annelies Maas den dritten Platz und erhielt die Bronzemedaille.
1983 trat Reggie de Jong bei den Europameisterschaften in Rom mit der niederländischen 4-mal-200-Meter-Freistilstaffel an. Annemarie Verstappen, Jolande van de Meer, Reggie de Jong und Conny van Bentum erkämpften die Bronzemedaille hinter den beiden deutschen Staffeln aus der DDR und aus der BRD.
Reggie de Jong schloss ein Wirtschaftsstudium an der Georgetown University in Washington D.C. ab. Sie begann in der Computerbranche und wechselte dann in die Finanzwelt, wo sie bei der DSB Bank und bei der Ordina BPO in die Geschäftsleitung aufstieg. Seit 2012 ist sie im Aufsichtsrat der Beratungsfirma Lavide Holding NV, die zuerst als Quirius NV firmierte.